# USS Drum (SS-228)
O USS Drum é um submarino que foi operado pela Marinha dos Estados Unidos e a décimo segunda embarcação da Classe Gato. Sua construção começou em setembro de 1940 no Estaleiro Naval de Portsmouth e foi lançado ao mar em maio de 1941, sendo comissionado em novembro do mesmo ano. Era armado com dez tubos de torpedo de 533 milímetros, tinha um deslocamento submerso de duas mil toneladas e conseguia alcançar uma velocidade de 21 nós (39 quilômetros por hora) na superfície e nove nós (dezessete quilômetros por hora) submerso.
O Drum foi o primeiro membro de sua classe a ser concluído. Ele também é o mais antigo submarino de sua classe ainda em existência. Ele serviu na Segunda Guerra Mundial e é conhecido principalmente por ter afundado o porta-hidroaviões Mizuho, mas também foi creditado pelo afundamento de quinze navios, um total de 80 580 toneladas de navios inimigos, o oitavo mais alto de todos os submarinos dos Estados Unidos em tonelagem japonesa total afundada. 
Ele está ancorado em Mobile, Alabama desde 4 de julho 1969, quando foi transformado em um navio-museu, durante este período esteve fundeado, porém, com o furacão Georges, precisou ser movido para a terra. Passou por uma reforma que reconstruiu parte das seções de proa e popa e a instalação de novas vigas dentro dos tanques de lastro para suportar o peso total do submarino.

## Características
O Drum tinha um comprimento de nove metros, uma boca de 8,31 metros e um calado de 5,7 metros. Sua propulsão consistia em quatro propulsores, nove motores a diesel, duas baterias de 126 pilhas e quatro motores elétricos. O Drum utilizava a propulsão a diesel enquanto à tona e a bateria quando submerso. Esse sistema de propulsão o permitia atingir velocidades de 21 nós (39 quilômetros por hora) enquanto à tona e nove nós (dezessete quilômetros por hora) enquanto submerso. Isso conferia a ele um deslocamento de 1 510 toneladas na superfície e dois mil submerso. Ele possuía uma autonomia de onze milhas náuticas em uma velocidade de dez nós (20 mil quilômetros a dezenove quilômetros por hora). Sua profundidade máxima era de 91 metros. Seu armamento consistia em dez tubos de torpedo de 533 milímetros, com canhões de 76, quarenta e vinte milímetros. Já a sua tripulação era formada por oito oficiais e 75 marinheiros.

## Histórico de serviço

### Primeira e segunda patrulhas
O Drum chegou a Pearl Harbor vindo da Costa Leste em 1 de abril de 1942 e, após uma viagem ao Atol Midway, partiu de Pearl Harbor em 14 de abril para sua primeira patrulha de guerra. Navegando ao largo da costa do Japão, ele afundou o porta-hidroaviões japonês Mizuho em 2 de maio e depois sofreu um ataque de carga de profundidade que durou dezesseis horas consistindo em 31 cargas. Mais tarde naquele mês, ele afundou três navios de carga (o primeiro não foi identificado, Shonan Maru e Kitakata Maru) antes de retornar a Pearl Harbor em 12 de junho para ser inspecionado. Por seus esforços, a tripulação recebeu a insígnia de Patrulha de Combate Submarino.
A segunda patrulha do Drum consistiu em movimentações entre Truk e Caviungo de 10 de julho a 2 de setembro de 1942. Essa patrulha não foi tão bem-sucedida quanto a anterior, pois não conseguiu afundar nenhum navio (somente danificou um cargueiro). Após o fim da patrulha, viajou para Midway a fim de se reequipar.

### Terceira e quarta patrulhas
O submarino partiu de Midway em 23 de setembro de 1942 para sua terceira patrulha de guerra, com destino à costa leste de Kyūshū. Em 8 de outubro do mesmo ano, ele atacou um comboio de quatro cargueiros e, resistindo a cobertura aérea que protegia os navios, afundou o navio de carga/passageiros de Hague Maru carregado com 4 mil toneladas de trigo, máquinas, aço, petróleo, automóveis e papel-moeda do banco Formosa. No dia seguinte, o Drum sofreu um ataque de carga de profundidade severo de várias escoltas depois que ele atacou e afundou o navio de carga de Hachimanzan Maru. Em 20 de outubro, ele afundou o Ryunan Maru, um dos três navios de carga escoltados por ar e danificou pelo menos mais dois navios antes de completar sua patrulha e retornar a Pearl Harbor em 8 de novembro.
Em sua quarta patrulha, de 29 de novembro de 1942 a 24 de janeiro de 1943, o Drum executou a exigente tarefa de plantar minas no movimentado Bungo Suido. Em 12 de dezembro, ele avistou o porta-aviões japonês Ryūhō, que tinha um convés lotado de aviões. Embora deslocando água para frente devido a válvulas defeituosas (o que prejudicava a mira), o Drum lançou torpedos nele, acertando um e fazendo com que o porta-aviões adernasse de um modo que sua cabine de comando ficou completamente visível. Também era visível um contratorpedeiro avançando em direção ao Drum, sendo atacado por ele logo em seguida. Quando o submarino mergulhou, ele perdeu o controle de profundidade e seu eixo de bombordo parou de girar. Enquanto a tripulação fazia reparos de emergência, sofreram duas ondas de ataque de cargas de profundidade. Quando ele voltou à superfície várias horas depois para ver o que havia acontecido com seu alvo, que havia escapado, uma aeronave o forçou a descer novamente. Durante esta patrulha, o Drum também danificou um grande petroleiro.

### Quinta e sexta patrulhas

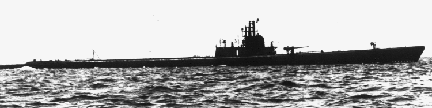
O Drum em 1943

Depois de uma revisão completa em Pearl Harbor, o Drum fez sua quinta patrulha, de 24 de março a 13 de maio de 1943, navegando ao sul de Truk depois de concluir um reconhecimento fotográfico de Nauru. Ele afundou o navio de carga Yuzan (Oyama) Maru em 9 de abril, e em 18 de abril afundou o navio de carga Nisshun Maru, que transportava munição. Sua sexta patrulha, de 7 de junho a 26 de julho de 1943, o levou ao norte do arquipélago de Bismarck, onde, em 17 de junho, encontrou um comboio de três navios, dois de carga sob escolta de um contratorpedeiro. Ele conseguiu afundar o navio de carga e passageiros Myoko Maru.

### Sétima, oitava e nona patrulhas
Após o término da patrulha anterior, ele voltou a Brisbane para reabastecer e, em 16 de agosto de 1943, partiu para sua sétima patrulha de guerra. Ele danificou o navio de carga Yamagiri Maru, carregando matéria-prima para o esforço de guerra, com dois torpedos. Ele afundou o navio de carga Hakutetsu Maru em 8 de setembro, e patrulhou ao largo da Nova Geórgia. Ele atracou em Tulagi de 29 de setembro a 2 de outubro para consertar sua bússola giratória e, em seguida, navegou de volta para Brisbane.
O Drum partiu em 2 de novembro de 1943 para sua oitava patrulha de guerra, coordenada com os desembarques no Cabo Torokina. Patrulhando entre as Carolinas e a Nova Irlanda, ele afundou o submarino Hie Maru em 17 de novembro e, em 22 de novembro, atacou um comboio de quatro cargueiros. As escoltas do comboio realizaram três ataques de carga de profundidade. O Drum foi severamente danificado e enviado para Pearl Harbor. Ele chegou lá em 5 de dezembro; a inspeção revelou que a torre de comando precisava ser substituída, o que exigia que ele navegasse até a costa oeste.
Retornando a Pearl Harbor em 29 de março de 1944, o Drum navegou onze dias depois em sua nona patrulha de guerra, durante a qual ele patrulhou as águas ao redor de Iwo Jima e as Ilhas Bonin. Nenhum alvo potencial foi encontrado, mas um reconhecimento de Chichi Jima rendeu informações para o bombardeio da ilha.

### Décima e décima primeira patrulhas
O submarino foi reaparelhado em Majuro de 31 de maio a 24 de junho, depois partiu em sua 10.ª patrulha de guerra para prestar serviço de salva-vidas em ataques a Yap e Palau. Ele afundou uma sampana de 125 toneladas em 29 de julho, capturando dois prisioneiros que ele trouxe de volta a Pearl Harbor em 14 de agosto. Por seus esforços durante a patrulha, a tripulação recebeu a insígnia da Patrulha de Combate Submarina. Ele navegou para o Estreito de Surigao em 9 de setembro em sua 11.ª patrulha de guerra e, após duas semanas no Estreito sem contato, foi ordenado ao norte para o Mar da China Meridional. Aqui ele patrulhou durante os desembarques de Leyte e a Batalha do Golfo de Leyte, e em 24 de outubro afundou o navio de carga e de passageiros Shikisan Maru (4 725 toneladas). Em 26 de outubro, atacou um comboio de treze navios (dez mercantes com três escoltas) afundando dois navios de carga e de passageiros, Taihaku Maru (6 886 toneladas), Taisho Maru (6 886 toneladas), e um navio de transporte, Tatsura Maru, (6 420 toneladas), também danificando outro navio de carga e de passageiros, Aoki Maru (3 710 toneladas), com destino às Filipinas com reforços japoneses. Enquanto navegava para Majuro para reequipamento, ele fez buscas a leste do Estreito de Luzon por aviadores abatidos.

### Últimas patrulhas
O Drum reabasteceu e fez reparos em Majuro de 8 de novembro a 7 de dezembro, depois partiu para Nansei Shoto em sua 12.ª patrulha de guerra. Apenas um ataque foi feito durante esta patrulha, e ele retornou a Guam em 17 de janeiro de 1945. Durante sua 13.ª patrulha de guerra, de 11 de fevereiro a 2 de abril, o Drum participou dos ataques a Iwo Jima e Okinawa, fornecendo serviço de salva-vidas para ataques aéreos em Nansei Shoto e nas ilhas japonesas que foram neutralizadas antes de ambas as invasões. Voltando a Pearl Harbor, o Drum navegou para a Costa Oeste para outra revisão e, depois de testes em Pearl Harbor, foi liberado rumo a Midway em 9 de agosto no que teria sido sua 14.ª patrulha de guerra. Isso foi abreviado pela Rendição Japonesa em 15 de agosto. Ele seguiu para Saipan no final das hostilidades, e de lá partiu para Pearl Harbor, a Zona do Canal do Panamá, e Portsmouth, New Hampshire.

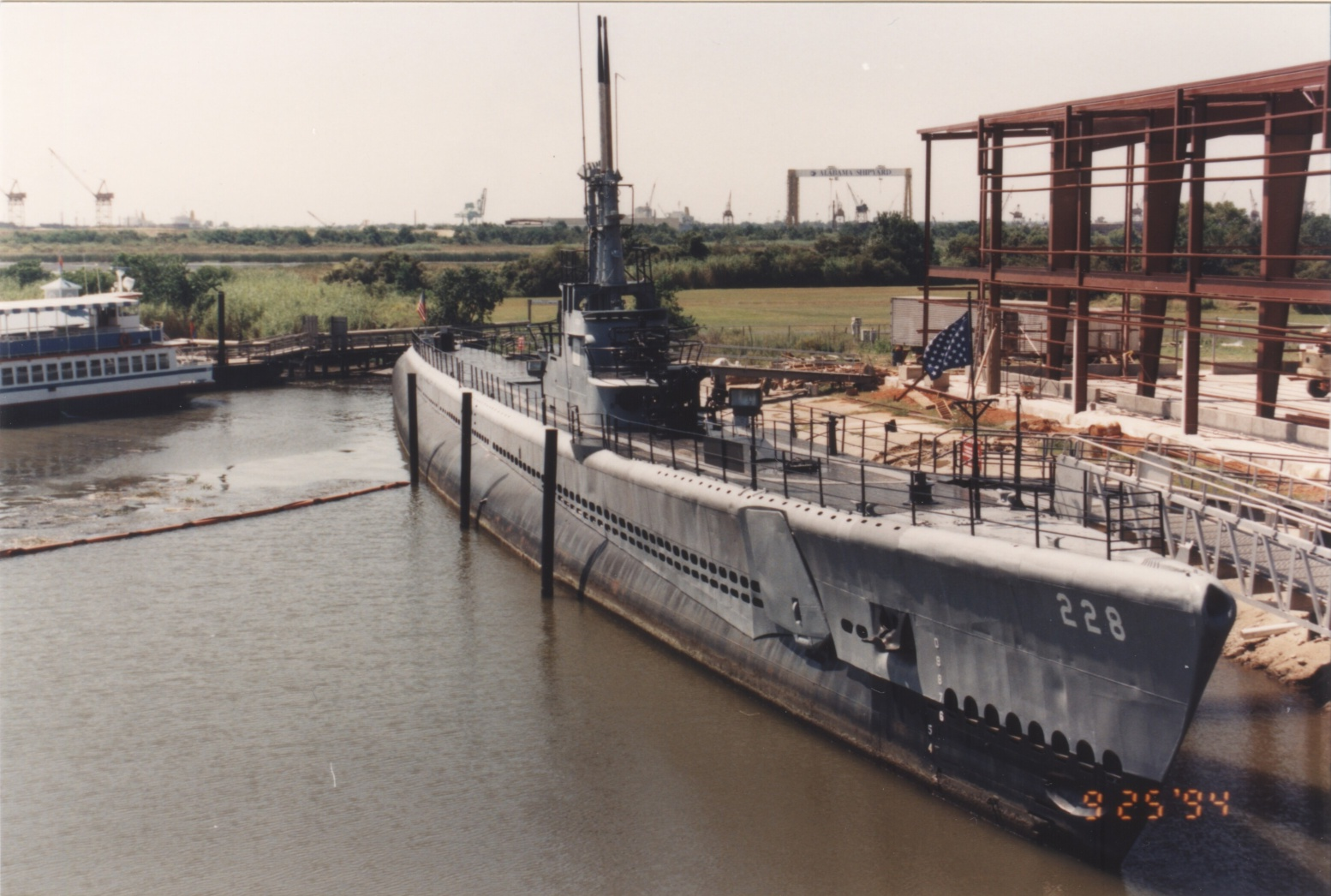
O Drum em 1994 antes de ser movido para a terra

### Pós-guerra e condecorações
O Drum foi descomissionado em 16 de fevereiro de 1946 e, em 18 de março de 1947, começou a servir em Washington, D.C. como membro da Reserva Naval no Comando Naval do Rio Potomac, ele permaneceu assim até 1967. Em 1967, foi transferido para a frota inativa em Norfolk, Virgínia até 1969. Ele recebeu recebeu um total de 12 estrelas de batalha por seu serviço na Segunda Guerra Mundial. É creditado a ele o afundamento de 15 navios, um total de 80 580 toneladas de navios inimigos, o oitavo mais alto de todos os submarinos dos EUA em tonelagem japonesa total afundada.

## Museu

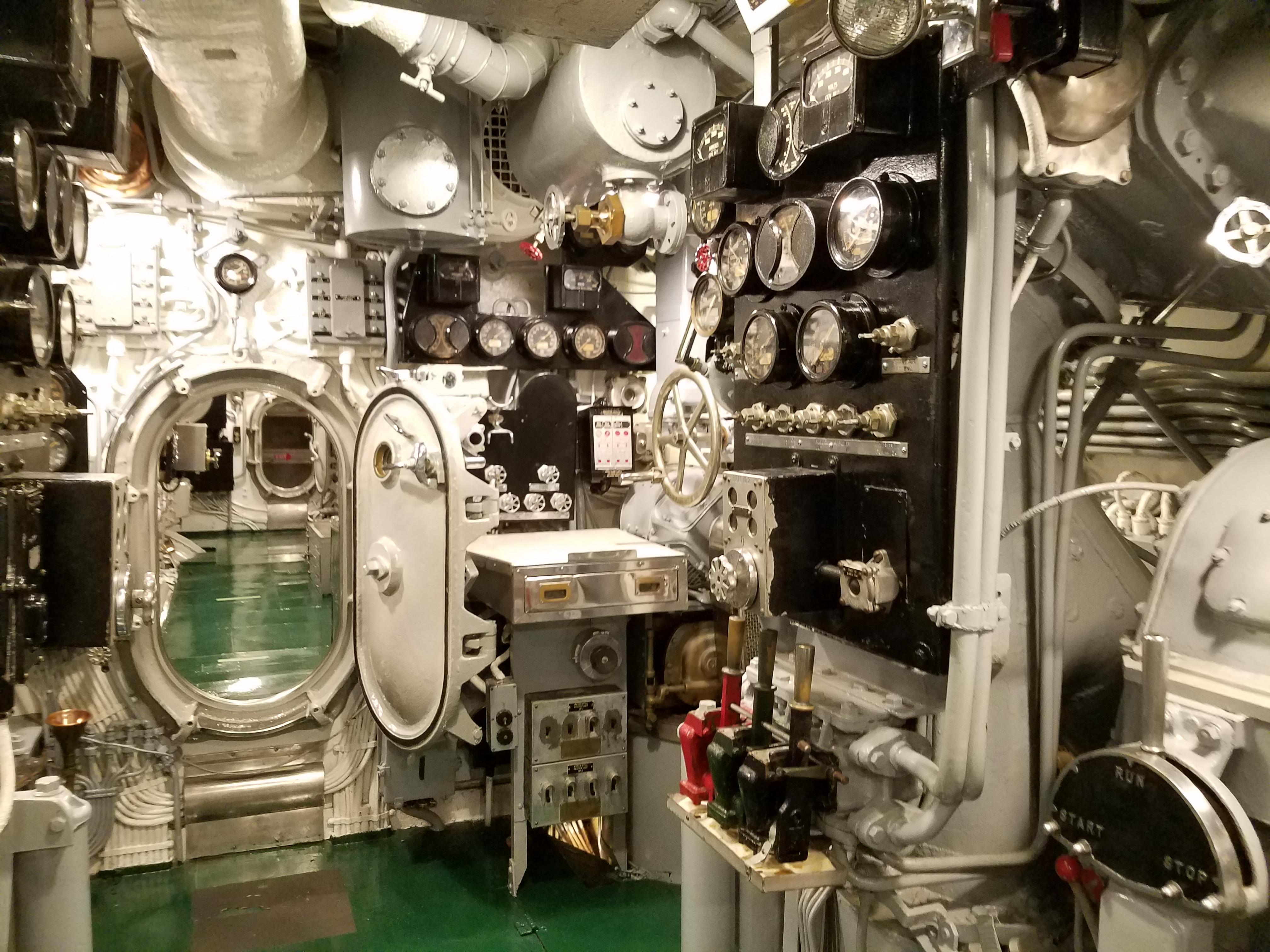
Interior do Drum após sua reforma.

O submarino foi doado ao USS Alabama Battleship Commission em 14 de abril de 1969. Ele foi rebocado para o Memorial do USS Alabama em Mobile, Alabama, chegando em 18 de maio de 1969. Ele foi aberto ao público em 4 de julho de 1969. O submarino foi declarado Patrimônio Histórico Nacional em 1986.
O Drum estava ancorado atrás do Alabama em 1998 quando foi muito danificado pela tempestade do furacão Georges. Como resultado, ele agora está em exibição em terra. O Alabama e o Drum também sofreram danos quando o furacão Katrina chegou em 29 de agosto de 2005. As visitas a bordo da embarcação foram retomadas em 9 de janeiro de 2006. A maior parte do financiamento para manter o submarino vem de uma comunidade de tripulantes de submarinos veteranos, sendo que, em 2007, eles começaram a restaurá-lo. A partir de 2015, a restauração do Drum progrediu, incluindo a reconstrução completa de parte das seções de proa e popa e a instalação de novas vigas dentro dos tanques de lastro para suportar o peso total do submarino.